# Los Tigres del Norte
Los Tigres del Norte est un groupe de musique norteña et de corrido du Mexique.
Le groupe connaît un énorme succès au Nord du Mexique et parmi les communautés mexicaines aux États-Unis en incarnant l'une des plus grandes traditions nationales, el corrido, dans une version modernisée. Leurs histoires portent très souvent sur les narcotrafiquants et autres personnages tirés du monde du trafic de stupéfiants mexicain. Aussi, ils tiennent une place dans les succès politiques et les drames de l'immigration mexicaine vers les États-Unis. 
Los Tigres del Norte ont publié des dizaines de disques et sont habitués à toucher un public de plus en plus large. Ils ont vendu plus de 32 millions de disques et ont remporté cinq Latin Grammy Awards.

## Composition du groupe

### Membres
- Jorge Hernández Angulo[note 1], directeur, voix et accordéon.
- Hernán Hernández Angulo[note 2] basse électrique.
- Eduardo Hernández Angulo[note 3] - accordéon,  saxophone, basse électrique et voix.
- Luis Hernández Angulo[note 4], basse électrique, bajo sexto et voix.
- Oscar Angulo Lara[note 5] - batterie.

### Anciens membres
- Raúl Hernández Angulo[note 6] - bajo sexto, voix (1968 - 1994).
- Freddy Hernández Angulo (décédé)- percusions (1991-1993).
- Guadalupe Olivo - saxophone (1973 - 1988 ; 1996 - 2000).

## Carrière
Les membres de Los Tigres del Norte ont grandi à Rosa Morada, un village de la municipalité de Mocorito, dans l'État de Sinaloa au Mexique. Jorge Hernández, le créateur et le directeur du groupe se souvient de l'un des événements qui ont contribué à tracer sa vie et celle de ses frères : le jour où sa grand-mère a ramené une radio Philco (en)à la maison. C’est le seul appareil de ce type dans le village, et personne n’est certain qu’il peut capter un signal à cause du relief vallonné qui entoure le lieu. On réussit à écouter un seul signal radio produit par un émetteur de 150 000 watts depuis Harlingen, au Texas, qui diffuse de la musique norteña, « música de acordeón » (musique d'accordéon). C'est alors qu'ils ont entendu pour la première fois des artistes comme Freddie Gómez, Los Donneños et Los Dos Gilbertos, qui ne sont encore, à l'époque, connus seulement aux États-Unis.
En 1967, lorsque Jorge, l'aîné de la famille Hernández Angulo, convainc ses frères Raúl, Hernán et son cousin Óscar de former un groupe. À cette époque, Jorge avait seulement 14 ans. La situation économique de leur famille est devenue précaire après l'accident du travail dont leur père Eduardo Hernandez a été victime, et contraint tout le monde à contribuer à ses revenus. Leur premier travail a consisté à jouer de la musique dans les restaurants de la ville voisne de Los Mochis. Peu de temps après, ils décident de s'installer dans la ville frontalière de Mexicali, en Basse-Californie.
En 1968, à l'occasion du Cinco de Mayo, ils sont embauchés pour jouer dans un bal, à San José, en Californie. C'est leur premier voyage aux États-Unis. Lors du franchissement de la frontière, un agent d'immigration leur demande le nom du groupe, et il n'en avait pas encore. L'officier, les voyant très jeunes, les appelle : « tigrillos » (petits tigres), puis leur dit qu'ils grandiront, et les nomme « Los Tigres del Norte » (Les Tigres du Nord).
À San José, au cours de ce concert, ils font connaissance avec le producteur de musique anglais Arthur Walker qui vient de créer son propre label indépendant nommé « Discos Fama ». Arthur Walker leur achète des instruments et leur fait suivre des cours de musique afin de compléter leur formation musicale. À la fin de l'année, ils enregistrent l'album qui est connu sous le titre  Juana La traicionera / Por el amor a mis hijos.

## Discographie
- Contrabando Y Traición (1974)
- La Banda Del Carro Rojo (1975)
- Pueblo Querido (1976)
- Vivan Los Mojados (1977)

- El Tahúr (1979)
- Plaza Garibaldi (1980)
- Un Día A La Vez (1981)
- Padre Nuestro - Éxitos Para Siempre (1982)

- A Ti Madrecita (1985)

- El Otro México (1986)
- Gracias América—Sin Fronteras (1987)
- Ídolos Del Pueblo (1988)
- Corridos Prohibidos (1989)
- Triunfo Sólido - Mi Buena Suerte (1989)
- Para Adoloridos (1990)
- Incansables! (1991)
- Con Sentimiento Y Sabor - Tan Bonita (1992)
- Una Noche Con Los Tigres Del Norte (1992)
- La Garra De… (1993)
- Los Dos Plebes (1994)
- El Ejemplo (1995)
- Unidos Para Siempre (1996)
- Así Como Tú (1997)
- Jefe De Jefes (1997)
- Herencia De Familia (1999)
- De Paisano A Paisano (2000)
- Uniendo Fronteras (2001)
- La Reina Del Sur (2002)
- Pacto De Sangre (2004)
- Directo al Corazón (2005)
- Historias que Contar (2006)
- Detalles y Emociones (2007)
- Herencia Musical; 20 Corridos Prohibidos (2007)
- Raices (2008)
- La granja (2009)
- Realidades (2014)
- Realidades Deluxe Edition (2014)
- Y su palabra es la Ley - Homenaje A Vicente Fernández (2020)
- La Reunión (2021)
- La Reunión Deluxe (2022)
- Aquí Mando Yo (2024)

## Popularité
| Média         | Chaîne                       | Date             | Nombre d'abonnés ou d'auditeurs | Nombre de vues ou de téléchargements |
| ------------- | ---------------------------- | ---------------- | ------------------------------- | ------------------------------------ |
| YouTube       | Los Tigres del Norte Oficial | 11 novembre 2020 | 2 900 000                       | 1 961 062 583                        |
| YouTube topic | Los Tigres del Norte         | 11 novembre 2020 |                                 | 392 125 973                          |
| YouTube VEVO  | Los Tigres del Norte         | 11 novembre 2020 |                                 | 1 540 943 413                        |
| Instagram     | lostigresdelnorte            | 11 novembre 2020 | 729 000                         |                                      |
| Facebook      | Los Tigres del Norte         | 11 novembre 2020 | 7 675 010                       |                                      |
| Spotify       | Los Tigres del Norte         | 11 novembre 2020 | 4 875 467                       |                                      |
| Deezer        | Los Tigres del Norte         | 11 novembre 2020 | 639 818                         |                                      |